# Museo Naval México
El Museo Naval México está ubicado en la ciudad de Veracruz. Su principal finalidad es el exhibir, conservar y preservar los bienes culturales de la Armada de México, así como lo relacionado con hechos marítimos históricos internacionales relevantes en los que ha participado la Armada de México. El museo fue fundado en la primera sede de la Heroica Escuela Naval Militar el 1 de julio de 1997, durante el periodo presidencial de Ernesto Zedillo.

## Historia

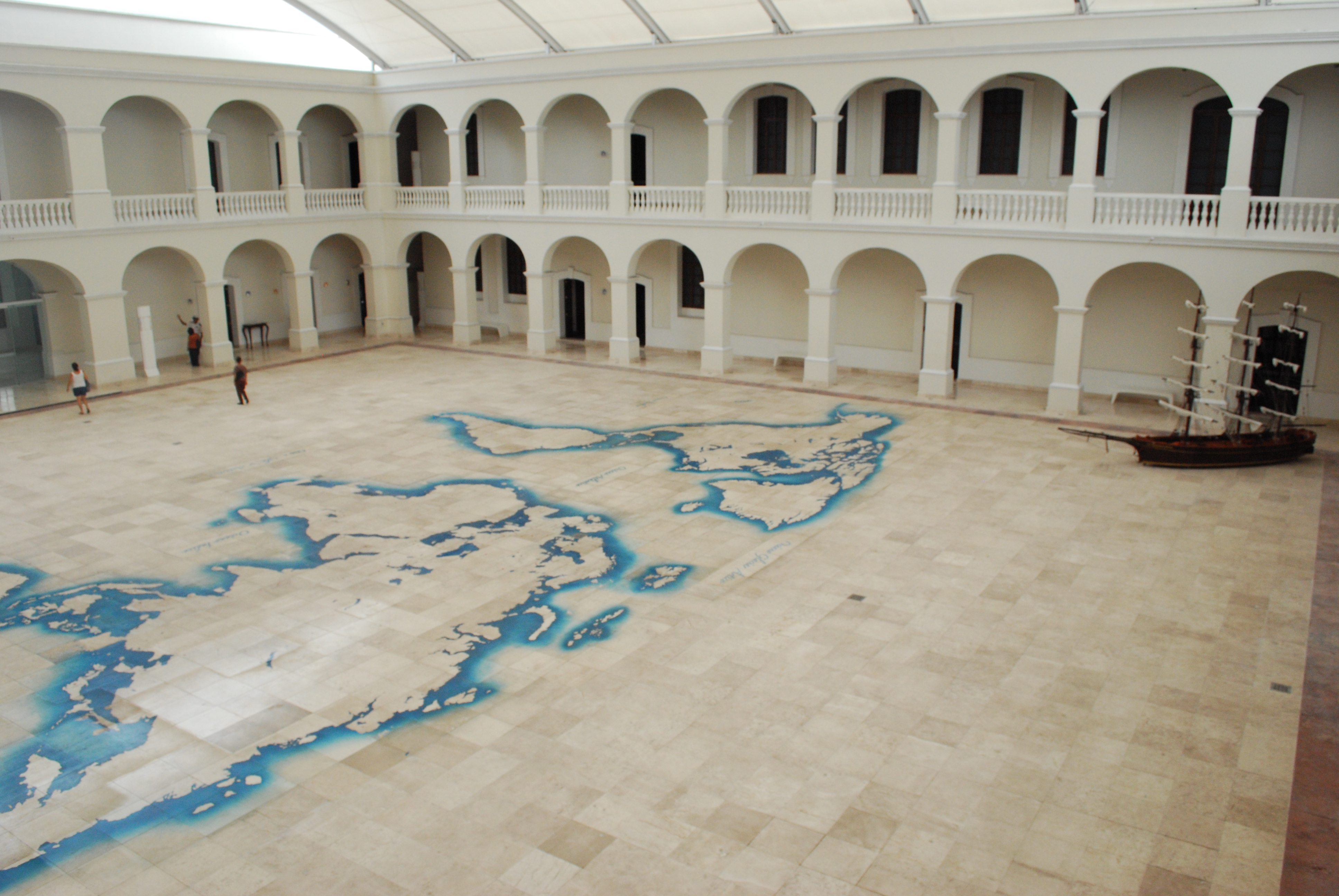
Interior Museo Naval México.

El 19 de abril de 1897, durante el mandato de Porfirio Díaz, se fundó la Heroica Escuela Naval Militar en Veracruz. El edificio sede fue construido en 1903, el cual posteriormente se convertiría en el Museo Naval México. 
En el año de 1914, debido a la Ocupación estadounidense de Veracruz de 1914, el plantel se vio obligado a cerrar como consecuencia de los destrozos provocados por los ataques estadounidenses. La escuela reabrió sus puertas en 1919, bajo el nombre de Academia Naval Militar. El 11 de noviembre de 1952, el edificio dejó de fungir como centro educativo para convertirse en sede del Centro de Capacitación de la Armada hasta el año de 1993. La Heroica Escuela Naval Militar se trasladó a su actual sede en el poblado de Antón Lizardo, al sur de la ciudad de Veracruz. 
El 1 de julio de 1997, el presidente Ernesto Zedillo inauguró el Museo Histórico Naval en el antiguo edificio de la Escuela Naval, con el objetivo de fomentar la historia, la tradición y la cultura marítima en la sociedad mexicana.
El 21 de abril de 2014, como conmemoración del centenario de la defensa del Puerto de Veracruz, el museo fue remodelado y se le cambió al nombre de Museo Naval México.

## Contenido del Museo
El Museo Naval México se compone de 26 salas de exhibición permanentes que cuentan con medios interactivos:
- Umbral
- 360°
- Valores
- Navegación Prehispánica
- Cartografía
- Navegación Astronómica
- El Sitio de Tenochtitlan
- En Busca del Tornaviaje y la Nao de China
- Independencia
- Las Intervenciones
- Porfiriato (Salas 11 y 12)
- Conmemorativa 21 de Abril
- Marinos en la Revolución
- Carranza en Veracruz
- México en la Segunda Guerra Mundial
- Línea del Tiempo 1821 a la Actualidad
- Un Día de Trabajo en Barco
- El Buque Escuela Velero Cuauhtémoc
- Evolución de los Buques en la Armada de México
- Aeronáutica Naval (Salas 21 y 22)
- Armamento Menor
- Uniformes y Divisas de la Armada de México
- La Armada Hoy
- Artillería

En las salas destacan objetos como proyectiles de buques estadounidenses de la Ocupación estadounidense de Veracruz de 1914; la Fragata de Chapultepec; la bandera del Acorazado Ligero de Anáhuac; e inclusive cimientos de la muralla que circundaba a la ciudad en el siglo XVIII.